# دائرة تيمزريت
دائرة تيمزريت إحدى دوائر ولاية بجاية الجزائرية . عاصمتها هي تيمزريت وتضم بلديات : 
- تيمزريت

## مواضيع ذات صلة
- دوائر ولاية بجاية
- بلديات ولاية بجاية